# قطعنامه ۱۹۸۳ شورای امنیت
قطعنامه ۱۹۸۳ شورای امنیت سازمان ملل متحد که در تاریخ ۰۷ ژوئن ۲۰۱۱ تصویب شد، سندی بین‌المللی دربارهٔ مسئولیت شورای امنیت در حفظ صلح و امنیت بین‌الملل: ایدز و عملیات پاسداری از صلح جهانی است. این قطعنامه طی نشست ۶۵۴۷ام با ۱۵ رای موافق، ۰ مخالف و ۰ ممتنع تصویب شد.